# Liste der Biografien/Paf
Liste der Biografien |
Portal Biografien |
Personensuche
# |
A |
B |
C |
D |
E |
F |
G |
H |
I |
J |
K |
L |
M |
N |
O |
P |
Q |
R |
S |
T |
U |
V |
W |
X |
Y |
Z |
?
 
Pa |
Pc |
Pe |
Pf |
Ph |
Pi |
Pj |
Pk |
Pl |
Pm |
Pn |
Po |
Pr |
Ps |
Pt |
Pu |
Pv |
Pw |
Py
 
Paa |
Pab |
Pac |
Pad |
Pae |
Paf |
Pag |
Pah |
Pai |
Paj |
Pak |
Pal |
Pam |
Pan |
Pao |
Pap |
Paq |
Par |
Pas |
Pat |
Pau |
Pav |
Paw |
Pax |
Pay |
Paz
Die Liste der Biografien führt alle Personen auf, die in der deutschsprachigen Wikipedia einen Artikel haben. Dieses ist eine Teilliste mit 26 Einträgen von Personen, deren Namen mit den Buchstaben „Paf“ beginnt.

## Paf

### Pafe
- Pafel, Werner (* 1946), deutscher Fußballspieler

### Paff
- Paffen, Karlheinz (1914–1983), deutscher Geograph
- Paffendorf, Ludwig (1872–1949), deutscher Architekt und Kunstgewerbler
- Paffendorf, Ute, deutsche Kostümbildnerin
- Paffenholz, Alfred (1937–2002), deutscher Journalist, Sachbuchautor, Redakteur
- Paffenholz, Peter (1900–1959), deutscher Künstler und Kommunalpolitiker
- Paffett, Gary (* 1981), britischer AutomobilrennfahrerGary Paffett (* 1981)

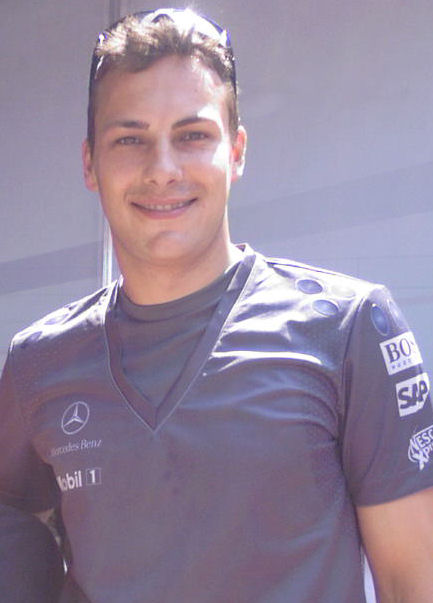
Gary Paffett (* 1981)

- Päffgen, Bernd (* 1961), deutscher Mittelalterarchäologe
- Päffgen, Ella (* 2005), deutsche Schauspielerin
- Paffrath, Amy (* 1983), US-amerikanische Fernsehmoderatorin, Schauspielerin, Filmproduzentin und Model
- Paffrath, Dieter (1936–2002), deutscher Bildhauermeister, Kunstschaffender und Dozent für Bildhauerei
- Paffrath, Elifius (1942–2016), deutscher Theaterwissenschaftler, Dramatiker und Hörspielautor
- Paffrath, Friedrich (1896–1955), deutscher Politiker
- Paffrath, Hans (* 1959), deutscher Kunsthändler
- Paffrath, Hans-Georg (1922–2013), deutscher Kunsthändler und Galerist
- Paffrath, Jean (1922–2014), deutscher Fußballspieler und Fußballtrainer
- Paffrath, Jörg (1967–2021), deutscher Radrennfahrer
- Paffrath, Kevin (* 1992), deutsch-US-amerikanischer Webvideoproduzent, Immobilienmakler und Politiker (Demokratische Partei)
- Paffrath, Rainer (* 1966), deutscher Volkswirt und Hochschullehrer (Wirtschaftsinformatik, Marketing)
- Paffrath, Tharsicius (1879–1965), deutscher Franziskaner und Alttestamentler
- Paffrath, Thomas (* 1964), deutscher Facharzt für Chirurgie sowie Orthopädie und Unfallchirurgie

### Pafi
- Pafilis, Athanasios (* 1954), griechischer Politiker der Kommunistischen Partei, MdEP

### Pafl
- Paflik-Huber, Hannelore (* 1954), deutsche Kunstwissenschaftlerin und Kuratorin

### Paft
- Paftjauauneith, altägyptischer Beamter der 26. Dynastie

### Pafu
- Pafundi, Claudio (* 1962), argentinischer Bogenschütze
- Pafundi, Simone (* 2006), italienischer Fußballspieler